# Зарадюк Володимир Володимирович
Володи́мир Володи́мирович Зарадю́к (нар. 14 липня 1991, Кульчин, Ківерцівський район, Волинська область, Українська РСР — пом. 22 травня 2014, поблизу смт Ольгинка, Волноваський район, Донецька область, Україна) — солдат Збройних сил України, учасник російсько-української війни.

## Біографія
Народився Володимир Зарадюк 14 липня 1991 року в селі Кульчин Ківерцівського району. Змалку був працелюбний, зі слів родичів, вже з 10 років сам орав город мотоблоком і садив картоплю. Після 9 класу пішов працювати на завод у Луцьку, паралельно навчався у вечірній школі. Відслужив строкову службу в 72-ій механізованій бригаді у Білій Церкві. Після служби в армії працював на заробітках на будівництві, проживав у Луцьку.
З початком російської збройної агресії призваний до збройних сил за частковою мобілізацією в першій хвилі.
Солдат, кулеметник 3-го механізованого батальйону 51-ї окремої механізованої бригади, м. Володимир-Волинський.
Разом із підрозділом у травні 2014 року ніс службу на блокпосту № 10 поблизу смт Ольгинка Волноваського району. Уранці між 4 та 6 годинами 22 травня 2014 року блокпост атакували проросійські сепаратисти «ДНР», які під'їхали на інкасаторських машинах, та почали несподіваний масований обстріл із вогнепальної зброї, у тому числі з кулеметів, мінометів, РПГ, ПЗРК. Внаслідок обстрілу здетонував боєкомплект в одній з бойових машин, що призвело до збільшення людських втрат. У цьому бою загинули 16 бійців 51-ї бригади. 14 жовтня в госпіталі від поранень помер 17-й боєць.
27 травня з Володимиром та трьома бойовими товаришами, які загинули разом із ним, прощались у Луцьку. Володимира поховали на кладовищі рідного села Кульчин.
Удома у загиблого воїна залишились лише батьки, у яких він був єдиним сином. Мати Володі передчасно померла через два роки після смерті сина.

## Нагороди та вшанування
4 червня 2015 року Указом Президента України разом із іншими бойовими побратимами, що загинули із Володимиром Зарадюком у бою під Волновахою, за особисту мужність і високий професіоналізм, виявлені у захисті державного суверенітету та територіальної цілісності України, вірність військовій присязі, нагороджений медаллю «Захиснику Вітчизни».
8 жовтня 2015 року у селі Кульчин відбулось освячення пам'ятника новітньому українському герою Володимиру Зарадюку.
20 грудня 2015 року в місті Луцьку урочисто відкрито меморіальну дошку на честь Володимира Зарадюка на будинку, де він мешкав.
Рішенням сесії Жидичинської сільської ради в селі Кульчин на честь Володимира Зарадюка перейменовано вулицю.
За вірність військовій присязі, особисту мужність, самовідданість та героїзм, виявлені під час виконання бойових завдань в зоні проведення антитерористичної операції на Сході України, а також вагомий особистий внесок у забезпечення суверенітету і територіальної цілісності України посмертно присвоєно звання «Почесний громадянин міста Луцька» (рішення Луцької міської ради від 25 липня 2018 року № 44/1).